# Tzitzimime
Na mitologia asteca, um tzitzimime ou tzitzimitl (plural tzitzimimeh) é uma divindade associada com as estrelas. Essas entidades são representadas como esqueletos com aparência feminina vestindo saias caveiras e enfeites de ossos. No período pós-conquista são frequentemente descritas como "demônios" ou "diabos" - mas isso não reflete necessariamente a sua função no sistema de crença pre-hispânico dos Astecas.